# آنا إيفانوفا (لاعبة كرة طائرة)
آنا إيفانوفا (6 فبراير 1978 - ) (بالبلغارية: Анна Иванова)‏ هي رياضية ولاعبة كرة طائرة بلغاريا. شاركت في بطولة العالم لكرة الطائرة للسيدات 1998. وشاركت مع منتخب بلغاريا الوطني لكرة الطائرة للسيدات.